# Scapteromys tumidus
La rata acuática (Scapteromys tumidus) es una especie de roedor de la familia Cricetidae propia de Sudamérica; endémica de Brasil y Uruguay.